# Hiddensee
Hiddensee je otok v nemškem Baltskem morju ob zahodni obali Rügna. Dolg je 16,8 km, širok pa med 250 m in 3,7 km. Skupna površina otoka je 16,7 km².
Pripada okraju Rügen in zvezni deželi Mecklenburg - Predpomorjanska. Skupaj z otočkom Fährinsel tik ob vzhodni obali sestavlja občino Otok Hiddensee (Insel Hiddensee), ki ima 1.077 prebivalcev (31.12.2006), ki živijo v štirih naseljih: (od severa proti jugu) Grieben, Kloster, Vitte, Neuendorf.
Otok danes živi izključno od turizma, velik del obiskovalcev pa predstavljajo dnevni izletniki na ladjah iz Stralsunda. Zasebni promet z vozili na motorni pogon je prepovedan, izjeme so le poljedelski stroji, policija, gasilska, reševalna ter dostavna vozila. Del dopuščenih vozil je na električni pogon. Večina potniškega in del tovornega prometa se opravlja s kočijami, med drugim med štirimi vasmi obratuje tudi redna javna potniška linija.
Na otoku stoji biološka raziskovalna postaja Univerze Ernsta Moritza Arndta Greifswald.

## Geografija
Hiddensee je nastal v zadnji ledeni dobi pred približno 12.000 leti, še naprej pa ga neprestano spreminjajo morski tokovi. Tako se 
klif na severnem robu otoka umika morju za približno 30 cm letno, odnešeni material pa se nalaga predvsem na vzhodni obali in na južnem koncu otoka. Na tak način sta nastali dve ozki, do 3 km dolgi in nizki kosi Alter Bessin (pred 300–400 leti) in Neuer Bessin (po letu 1900) na severovzhodni obali otoka. Slednja še vedno raste, nastaja pa že tretja kosa.
Na severu leži preko 70 metrov visoka vzpetina Dornbusch (najvišji vrh Bakenberg 72 mnv), ki se ločuje od ostalih predelov otoka, ki so ravninski in le nekaj metrov nad morjem. Z zahodne in severne strani ga obliva odprto morje, na jugu ga od celine ločuje ozek preliv Gellenrinne na vzhodni strani otoka pa ležita laguni Schaproder Bodden in Vitter Bodden.

## Zgodovina
Do prve naselitve Hiddenseeja je prišlo v srednji do mlajši kameni dobi. V 6. stol. so otok in širše območje poselili Slovani. Leta 1161 so Danci pod kraljem Valdermarjem I. zavojevali prej samostojna slovanska plemena, jih pokristjanili in postavili v fevdalno odvisnost. Iz tega časa izhaja tudi ime otoka Hiddensee, ki naj bi dobil ime po legendarni norveški kraljici Hedin. V času danske nadvlade se je otok uradno imenoval Hedins-Oe, kasneje pa je v uporabo prišla nemška popačenka Hedinsjö, ki se pojavlja še v letu 1880.
Rügenski knez Vislav I. podaril otok samostanu Neuenkamp, ki naj bi na otoku postavil opatijo Nikolaikamp v čast svetemu Nikolaju, zaščitniku pomorcev. Kljub temu pa je bil samostan v celotnem času svojega obstoja poznan le kot samostan Hiddensee (Kloster Hiddensee). V približno istem času so na jugu otoka zgradili cerkev (Gellenkirche), manjši svetilnik in prvo pristanišče na otoku. Danes so ostanki teh zgradb pod vodo zahodno od otoka. Leta 1332 je bila zgrajena cerkev posvečena otoškim kmetom in ribičem, ki je od gellenske cerkve prevzela versko skrb nad otoškimi prebivalci in še danes stoji (v vasi Kloster) .
S prihodom reformacije je bil leta 1536 samostan razpuščen, med tridesetletno vojno pa je bil leta 1628 na ukaz Wallensteina požgan hrastov gozd na severu otoka, s ciljem da se Dancem onemogoči pridobivanje lesa za kurjavo. Med leti 1648 in 1815 je Hiddensee spadal pod Švedsko, tako kot velik del celotne Pomorjanske.
Po letu 1815 je Hiddensee prišel pod prusko oblast. Ustanovljene so bile prve šole in na novo razdeljena zemlja v okviru reform za odpravo fevdalizma. Začelo se je tudi ponovno pogozdovanje Dornbuscha. V letih 1864 in 1872 sta otok prizadeli nevihti, ob prvi je otok celo razpolovilo, ponovna združitev je bila delo človeških rok. Po drugi pa se je našel t. i. hiddenseejski nakit (Hiddenseer Goldschmuck), ki je delo Vikingov iz 10. stol. Danes ga hrani Kulturnozgodovinski muzej Stralsund, na otoku pa je na ogled replika.
Leta 1888 v vasi Kloster postavijo svetilnik (na Dornbuschu), postajo obalne straže in zgradijo pristanišče. Od leta 1892 redno vozijo parniki na progi Stralsund - Kloster. Po letu 1905 na otok pride prvi zdravnik, leta 1927 pa je Hiddensee priključen na električno omrežje. Leta 1930 je usanovljena biološka raziskovalna postaja, iz katere leta 1936 s pridružitvijo nekdanje opazovalnice ptic nastane Biološki raziskovalni zavod Hiddensee (Biologische Forschungsanstalt Hiddensee).
Sovjetska vojska je 4. in 5. maja 1945 okupira Hiddensee. Obdelovalna zemlja je kolektivizirana, hoteli pa so po begu hotelirjev na Zahod leta 1953 nacionalizirani (t. i. akcija vrtnica, Aktion Rose). Leta 1962 začnejo z izgradnjo zaščitnega nasipa na zahodni obali. Po letu 1966 sovjetski znanstveniki pričnejo s poskusnim črpanjem nafte na severu otoka. Delavci v ta namen so pripeljani iz Sovjetske zveze in nastanjeni v počitniških prikolicah, zaradi česar jih domačini poimenujejo »potujoči cirkus« ( Der Wanderzirkus). Pridobivanje nafte je trajalo nekaj let, nato pa je bilo ustavljeno, saj nafta ni bila pod pritiskom in jo je bilo potrebno črpati. Pristanišče, od koder so surovo nafto z majhnimi tankerju vozili na predelavo v Sovjetsko zvezo, je bilo kasneje spremenjeno v pristanišče za jadrnice in obstaja še danes.

## Osebnosti
- Albert Einstein (1879–1955, fizik), večkrat obiskal raziskovalno postajo Univerze Greifswald
- Hans Fallada (1893–1947, pisatelj), leta 1933 v Neuendorfu med počitnicami napisal roman »Kleiner Mann - was nun?«
- Walter Felsenstein (1901–1975, operni režiser), imel počitniško hišo na otoku, tam tudi pokopan
- Gerhart Hauptmann (1862–1946), redno obiskoval otok od leta 1896, od leta 1930 tudi lastnik počitniške hiše, pokopan na otoku
- Käthe Kollwitz (1867–1945, kiparka), bivala v 20. letih 20. stol. redno na otoku